# غرة بيضاء الجناح
غرة بيضاء الجناح (الاسم العلمي: Fulica leucoptera) (بالإنجليزية: White-winged Coot)‏ هي نوع من الطيور تتبع جنس الغرة من فصيلة المرعات.